# مجزرة عائلة معروف
مجزرة عائلة معروف هي مجزرة ارتكبها سلاح الجوّ الإسرائيلي حينما أغارَ على منطقة البركة في مخيم بيت لاهيا شمال قطاع غزة بتاريخ 2 نوفمبر 2024 بارتكاب مجزرة بحق عائلة معروف. حيثُ أنه ومع بداية عملية طوفان الأقصى في 7 أكتوبر 2023 قام سلاح الجو بشن سلسلة من المجازر وهذه المجزرة من ضمن عدة مجازر وقعت خلال عملية طوفان الأقصى. تسبّبت هذه المجزرة الإسرائيليّة بارتقاء 6 أفراد من من عائلة معروف.

## خلفية الحدث
في صباح يوم السبت 7 تشرين الأول  2023 قامت حركة المقاومة الاسلامية حماس بإطلاق ما لا يقلُّ عن 3000 صاروخ من قطاع غزة الذي تسيطر عليه حماس باتجاه إسرائيل. بالموازاة مع اختراق حوالي 2500 مقاوم فلسطيني مسلّح الحاجز بين غزة وإسرائيل بِشَنِّهِم لهجوم عبر السّيارات رُباعيّة الدّفع والدّراجات النّارية والطّائرات الشّراعيّة وغيرها على المستوطنات المتاخمة للقطاع، والتي تُعرف باسم غلاف غزة، حيث سيطروا على عددٍ من المواقع العسكريَّة خاصة في سديروت، ووصلوا أوفاكيم، واقتحموا نتيفوت، وخاضوا اشتباكاتٍ عنيفة في المستوطنات الثلاثة وفي مستوطنات أخرى كما أسَرُوا عددًا من الجنود والمواطنين واقتادوهم لغَزَّة فضلًا عن اغتنامِ مجموعةٍ من الآليَّات العسكريَّة الإسرائيليَّة. ردًّا على ذلك، بدأت قوات الاحتلال الاسرائيلي هجومها باستعادة السيطرة على المستوطنات التي سبق لقوات حماس السيطرة عليها، وشنَّت هجمات انتقامية قبل أن تعلن الحرب رسميًا على حماس في اليوم التالي. كما نَفَّذَت غارات جوية على قطاع غزة، وشدَّدت حصارها وشنت واحدة من أكثر حملات القصف دموية وتدميرًا في التاريخ الحديث.

## الضحايا
1.أحمد مصطفى عبد الله معروف (58 عام)
2.محمد مصطفى عبد الله معروف (55 عام)
3.صالح فادي صالح معروف (11 عام)
4.أنس بشير يوسف معروف (30 عام)
5.بلال عبد الله مصطفى معروف (26 عام)
6.فتحي عبد الله مصطفى معروف (18 عام).